# Sin After Sin
| Críticas profissionais | Críticas profissionais |
| Avaliações da crítica  | Avaliações da crítica  |
| Fonte                  | Avaliação              |
| ---------------------- | ---------------------- |
| allmusic               | link                   |

Sin After Sin é o terceiro álbum de estúdio da banda Judas Priest, lançado em Abril de 1977. É o primeiro álbum lançado pela Columbia Records, após o rompimento do contrato com a Gull Records. Foi o único álbum gravado com o baterista Simon Phillips, que tinha apenas 19 anos de idade na altura da gravação
Para a produção, a banda contou com o trabalho do, na época, ex-Deep Purple, Roger Glover. Aliás, o Priest gravaria um cover do The Gun, “Race With The Devil” para o álbum, mas Glover os convenceu a gravarem “Diamond and Rust”, da cantora norte-americana de folk Joan Baez. O álbum fez com que a banda aparecesse pela primeira vez nas paradas inglesas, com petardos como “Sinner”, “Dissident Aggressor” e “Call For The Priest”, além da própria “Diamond And Rust”.
Em 2001, “Sin After Sin” foi remasterizado com duas novas faixas: “Race With The Devil” e uma versão ‘live’ de “Jawbreaker”, cuja performance foi realizada na Long Beach Arena, California (EUA), em abril de 1984.

## Faixas
| Lado um |                       |                               |         |  |
| N.º     | Título                | Compositor(es)                | Duração |  |
| 1.      | "Sinner"              | Rob Halford, Glenn Tipton     | 6:45    |  |
| 2.      | "Diamonds and Rust"   | Joan Baez                     | 3:28    |  |
| 3.      | "Starbreaker"         | Halford, K.K. Downing, Tipton | 4:49    |  |
| 4.      | "Last Rose of Summer" | Halford, Tipton               | 5:37    |  |

| Lado dois |                                   |                          |         |  |
| N.º       | Título                            | Compositor(es)           | Duração |  |
| 5.        | "Let Us Prey/Call for the Priest" | Halford, Downing, Tipton | 6:12    |  |
| 6.        | "Raw Deal"                        | Halford, Tipton          | 6:00    |  |
| 7.        | "Here Come the Tears"             | Halford, Tipton          | 4:36    |  |
| 8.        | "Dissident Aggressor"             | Halford, Downing, Tipton | 3:07    |  |

| Faixas bónus 2001 |                                                                                       |                          |         |  |
| N.º               | Título                                                                                | Compositor(es)           | Duração |  |
| 9.                | "Race with the Devil" (cover de The Gun, gravado durante as sessões de Stained Class) | Adrian Gurvitz           | 3:06    |  |
| 10.               | "Jawbreaker" (Ao vivo em Long Beach Arena, Long Beach, Califórnia; 5 de Maio de 1984) | Halford, Downing, Tipton | 4:02    |  |

## Integrantes
- Rob Halford - Vocais
- K.K. Downing - Guitarra
- Glenn Tipton - Guitarra
- Ian Hill - Baixo
- Simon Phillips - Bateria

Produção
- Produzido por Roger Glover e Judas Priest
- Engenharia de áudio -  Mark Dodson
- Direção de arte -  Rosław Szaybo
- Design e fotografia -  Bob Carlos Clarke

## Paradas musicais e certificações
Desempenho nas paradas
| Parada musical                | Posição |
| ----------------------------- | ------- |
| Reino Unido (UK Albums Chart) | 23      |
| Suécia (Sverigetopplistan)    | 49      |

Certificações
| País                  | Certificação | Vendas  |
| --------------------- | ------------ | ------- |
| Estados Unidos (RIAA) | Ouro         | 500.000 |